# Nikola Karabatić
Nikola Karabatić, auch Karabatic, (* 11. April 1984 in Niš, SFR Jugoslawien) ist ein ehemaliger französischer Handballspieler. Er spielte für die französische Handballnationalmannschaft und zuletzt von 2015 bis 2024 für den französischen Verein Paris Saint-Germain. Er wurde dreimal zum Welthandballer (2007, 2014 und 2016) gewählt. Mit insgesamt 79 Endrundeneinsätzen bei Europameisterschaften sowie 44 Partien bei sechs Olympischen Spielen hält Karabatić jeweils den Rekord. Zudem hielt er als Nationalspieler zweimal in seiner Karriere gleichzeitig alle drei wichtigen Titel (Olympiasieger, Welt- und Europameister) im Welthandball und ist mit elf Goldmedaillen der bisher erfolgreichste Nationalspieler. Karabatić galt als „kompletter“ Spieler und gehört zu den besten Spielern der Handballgeschichte.

## Karriere

### Verein
Als Vierjähriger verließ Karabatić, Sohn einer serbischen Mutter und eines kroatischen Vaters, aus Vrsin bei Trogir das damalige Jugoslawien, da sein Vater Branko Karabatić (ehemaliger Torwart der jugoslawischen Nationalmannschaft) in Frankreich einen Vertrag als Profihandballer bekam. Bereits als 17-Jähriger spielte Karabatić bei Montpellier HB in der ersten französischen Liga. Mit Montpellier gewann er von 2002 bis 2005 viermal in Folge die französische Meisterschaft. Im Finale der EHF Champions League 2002/03 war er im Hinspiel mit elf Toren bei der 19:27-Niederlage beim spanischen Verein Portland San Antonio erfolgreich. Im Rückspiel in Montpellier trug er fünf Treffer beim 31:19-Sieg zum Champions-League-Triumph bei.

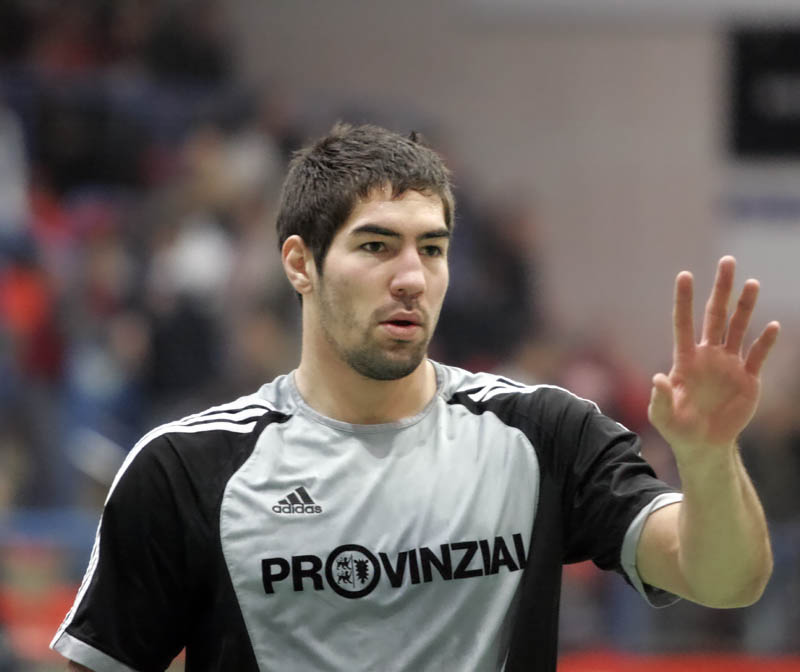
Karabatić beim THW Kiel (2006)

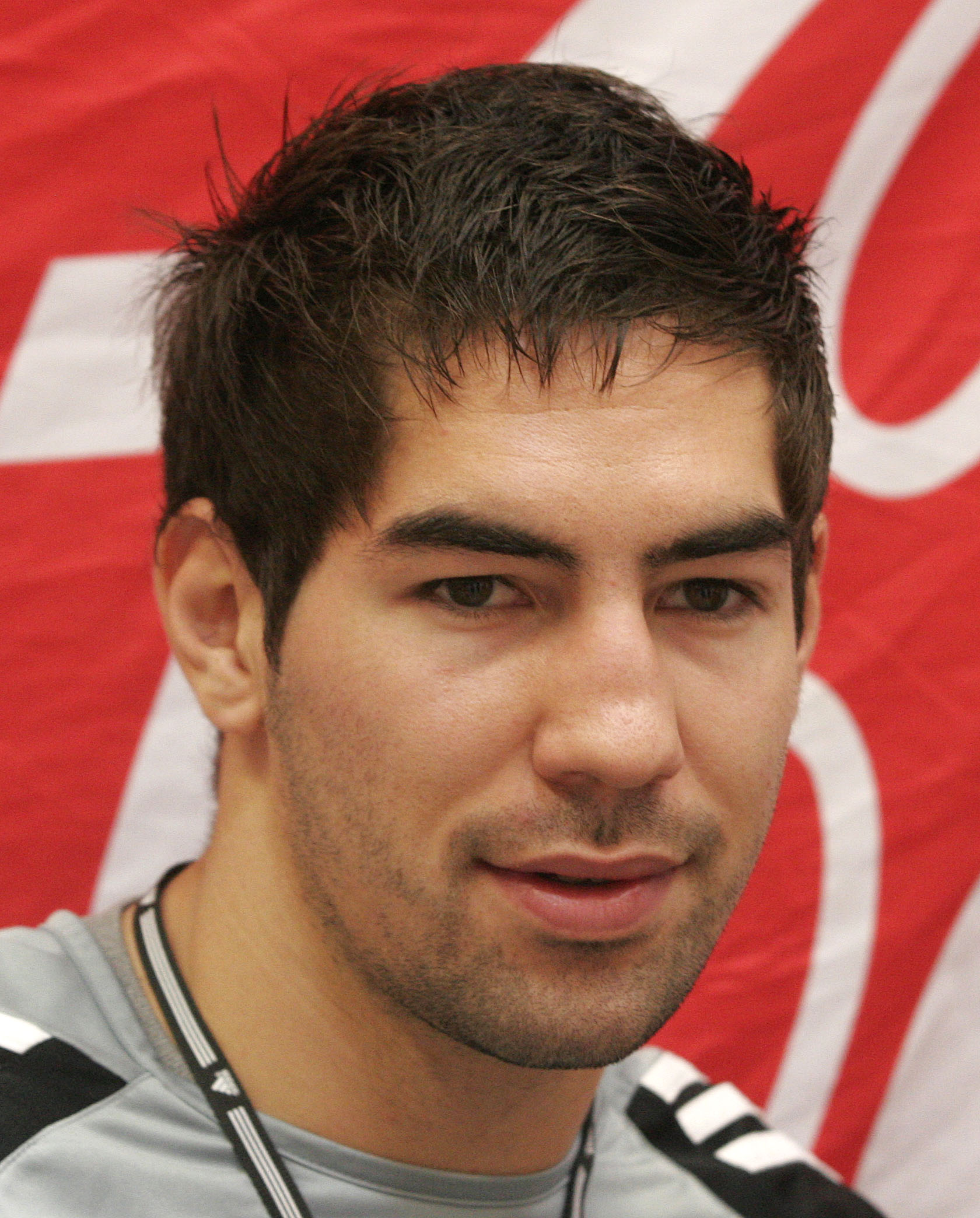
Nikola Karabatić (2007)

2005 wechselte er zum deutschen Bundesligisten THW Kiel. Unter Trainer Zvonimir Serdarušić etablierte sich Karabatić im Laufe seiner ersten Saison als einer der wichtigsten Stammspieler, weshalb ihn die Fans auch zum „THW-Spieler der Saison 2005/06“ wählten. Von den Kieler Nachrichten wurde ihm im Jahr 2006 die Auszeichnung „Kieler Sportler des Jahres“ verliehen. In seinen vier Jahren in Kiel gewann Karabatić jedes Jahr die deutsche Meisterschaft und schaffte 2007 das Triple (Champions League, Meisterschaft und DHB-Pokal). 2007 und 2008 wurde Karabatić in Deutschland zum Handballer des Jahres gewählt.
Zum Saisonende 2008/09 verließ Karabatić den THW Kiel. Zusammen mit seinem Kollegen Vid Kavtičnik kehrte er für 1,5 Millionen Euro Ablösesumme zu seinem alten Verein Montpellier HB zurück. Mit Montpellier gewann er drei weitere Male die französische Meisterschaft (2010 bis 2012). Im August 2012 wurde er für den IHF Super Globe 2012 an den al-Sadd Sports Club aus Katar ausgeliehen, mit dem er im Turnier den dritten Platz belegte.

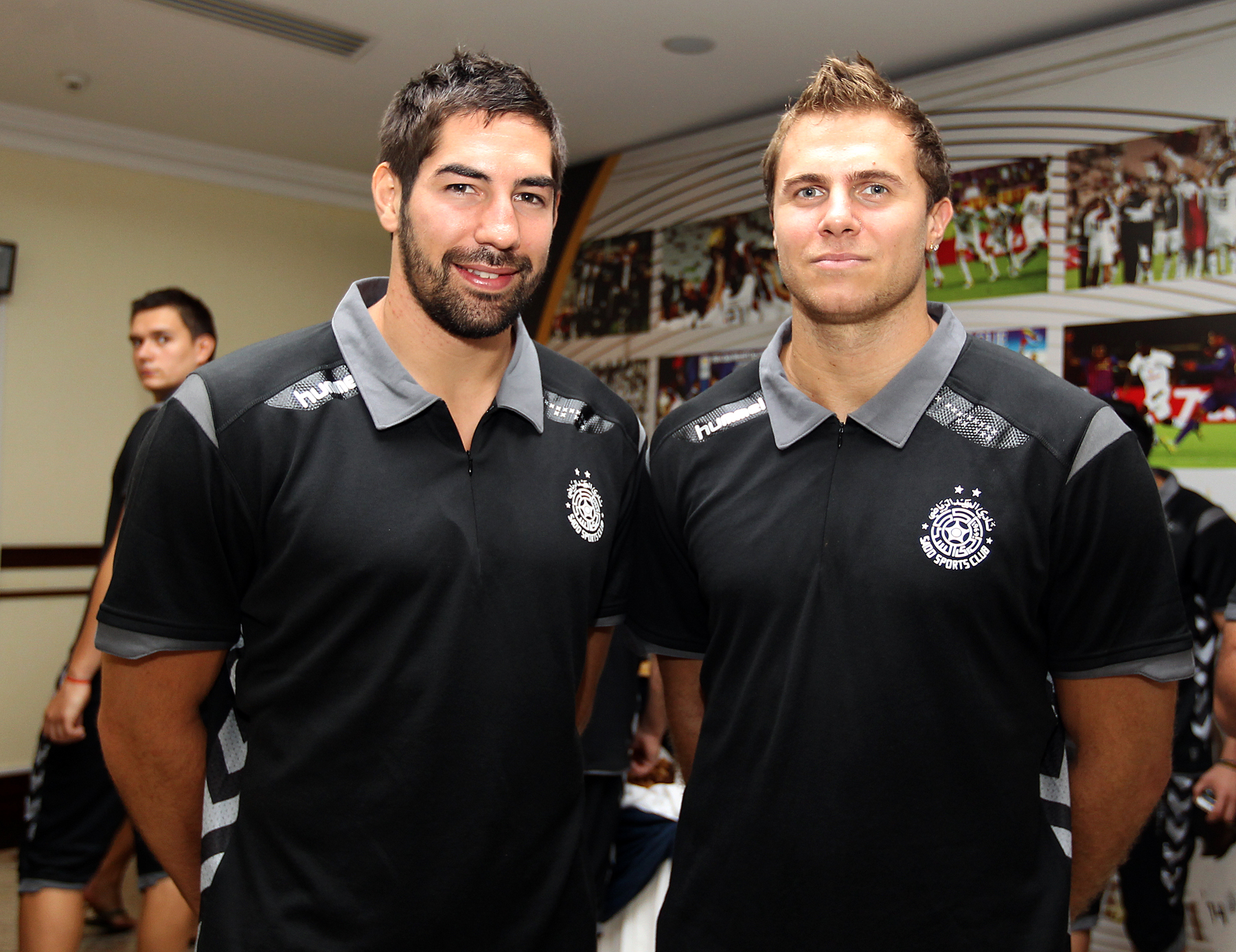
Karabatić und William Accambray beim Super Globe (2012)

Im Februar 2013 wechselte er im Rahmen der Wettaffäre zum Aufsteiger Pays d’Aix UC, bei dem außerdem Serdarušić als Berater engagiert wurde. Zwar konnte er mit seinem neuen Team zum Ende der Saison den Klassenerhalt feiern, verpasste aber erstmals nach 11 Titeln in Serie die nationale Meisterschaft mit seinem Verein. Im Sommer 2013 wechselte Karabatić nach Spanien zum FC Barcelona. Dort gewann er im ersten Jahr die spanische Meisterschaft und den spanischen Pokal. In der Saison 2014/15 verteidigte Karabatić mit Barcelona alle nationalen Titel und feierte außerdem den Titelgewinn in der Champions League. Karabatić wurde dadurch zum fünften Spieler, der diesen Wettbewerb mit drei unterschiedlichen Vereinen gewann.

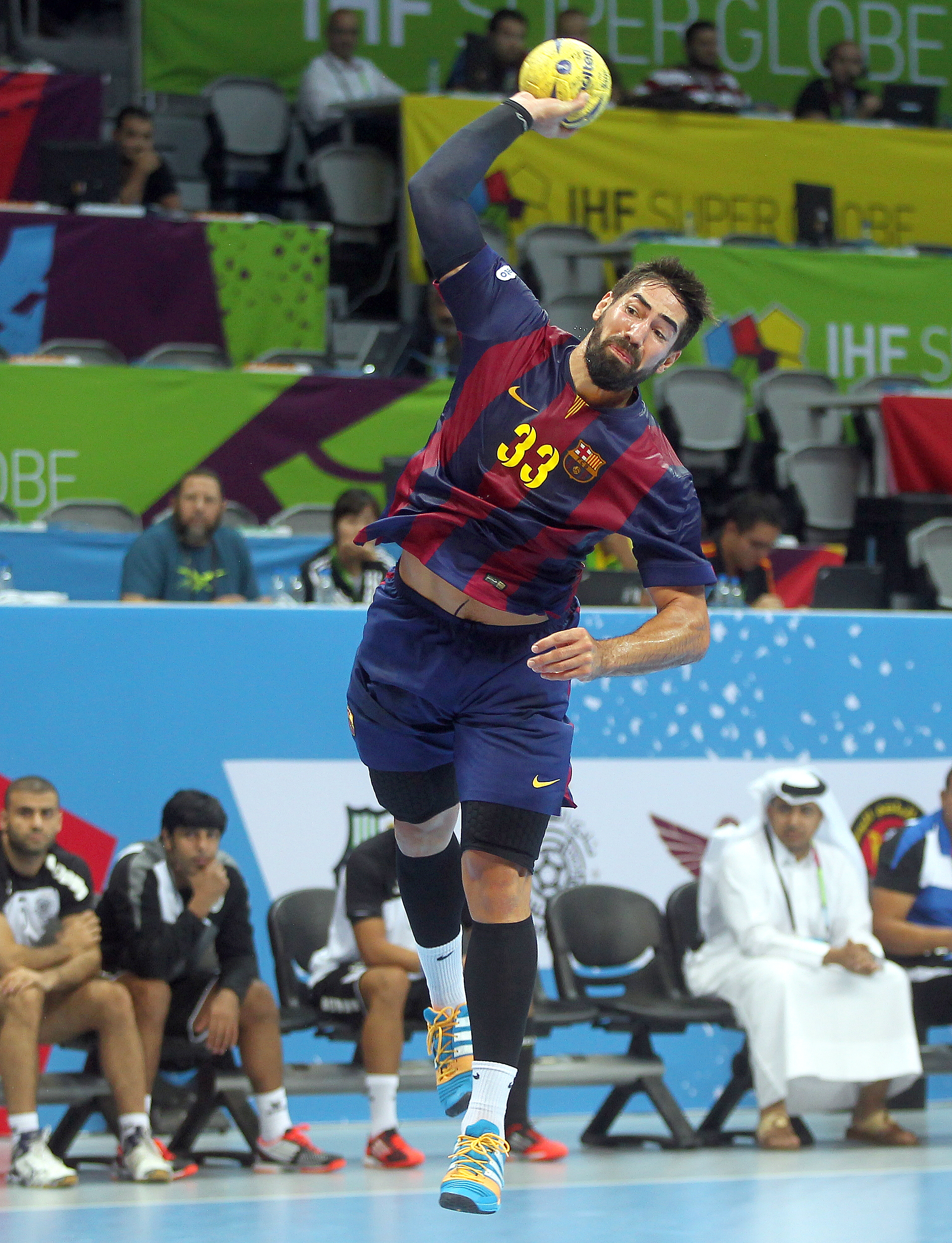
Nikola Karabatić beim FC Barcelona (2014)

Anschließend schloss er sich gemeinsam mit seinem Bruder Luka dem französischen Verein Paris Saint-Germain an. Paris zahlte nach Medienberichten die festgeschriebene Rekordablösesumme in Höhe von zwei Millionen Euro. Dort spielte er von 2015 bis 2018 erneut unter Trainer Zvonimir Serdarušić. Mit PSG gewann er seitdem jede Saison die Meisterschaft. In der EHF Champions League 2016/17 unterlag er mit Paris im Finale gegen RK Vardar Skopje mit 23:24. Nach der Saison 2023/24 beendete er seine Karriere.

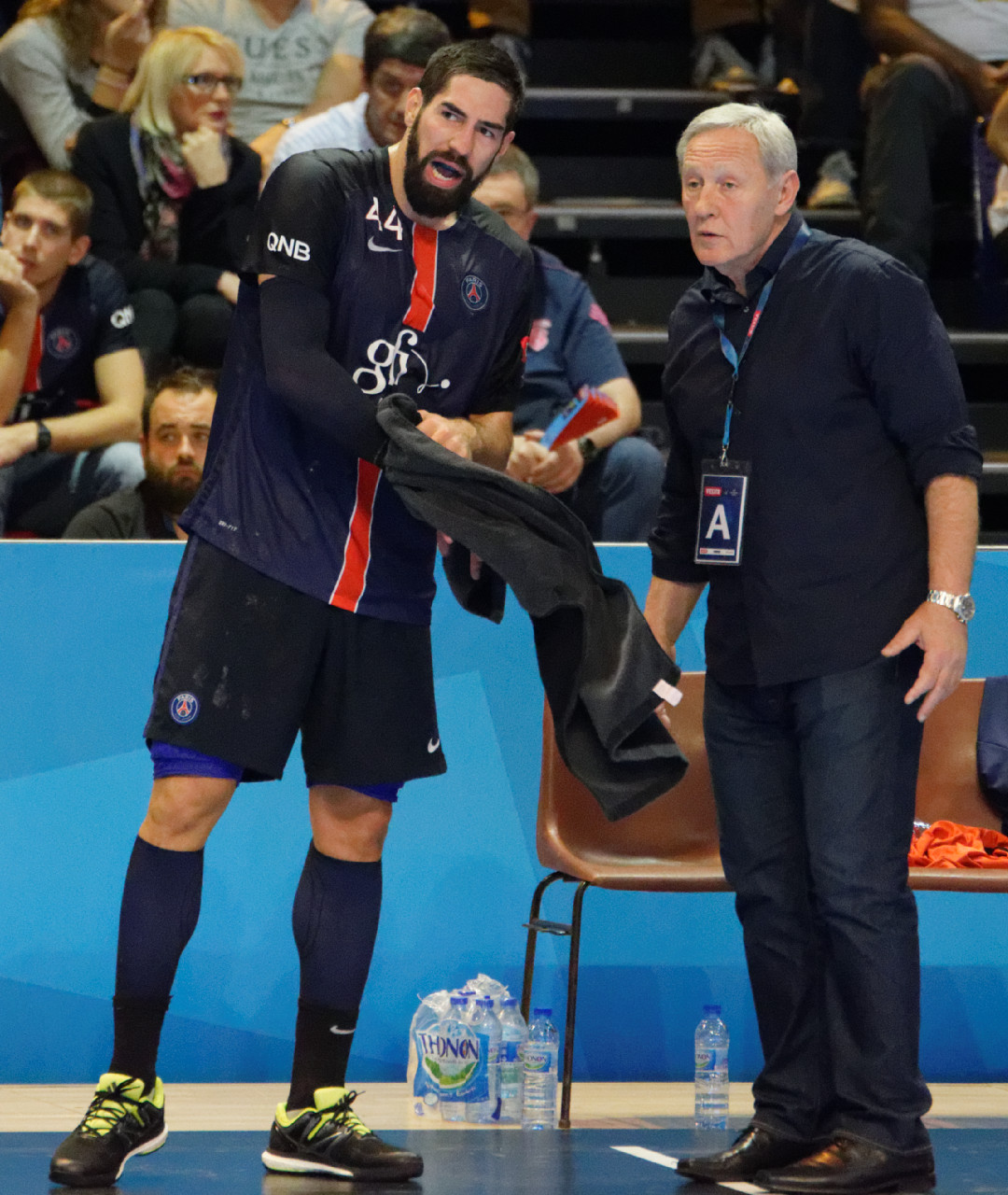
Nikola Karabatić mit Zvonimir Serdarušić bei Paris Saint-Germain (2015)

Zwischen 2002 und 2024 war er mit seinen Teams nur einmal (2013) nicht nationaler Meister.

### Nationalmannschaft
Am 2. November 2002 debütierte Karabatić im Halbfinale des World Cups in Göteborg in der französischen Nationalmannschaft gegen Russland. Einen Tag darauf gewann er seinen ersten Titel mit der französischen Auswahl. Mit der Nationalmannschaft gewann er 2006 die Europameisterschaft in der Schweiz und wurde Vierter bei der Weltmeisterschaft 2007 in Deutschland. Bei der WM 2007 wurde er zudem in das Allstarteam gewählt. Bei der EM 2008 in Norwegen gewann er die Wahl zum wertvollsten Spieler und zudem Bronze. Bei den Olympischen Spielen 2008 holte er sich die Goldmedaille. Ein Jahr später gewann er mit Frankreich die Weltmeisterschaft in Kroatien.

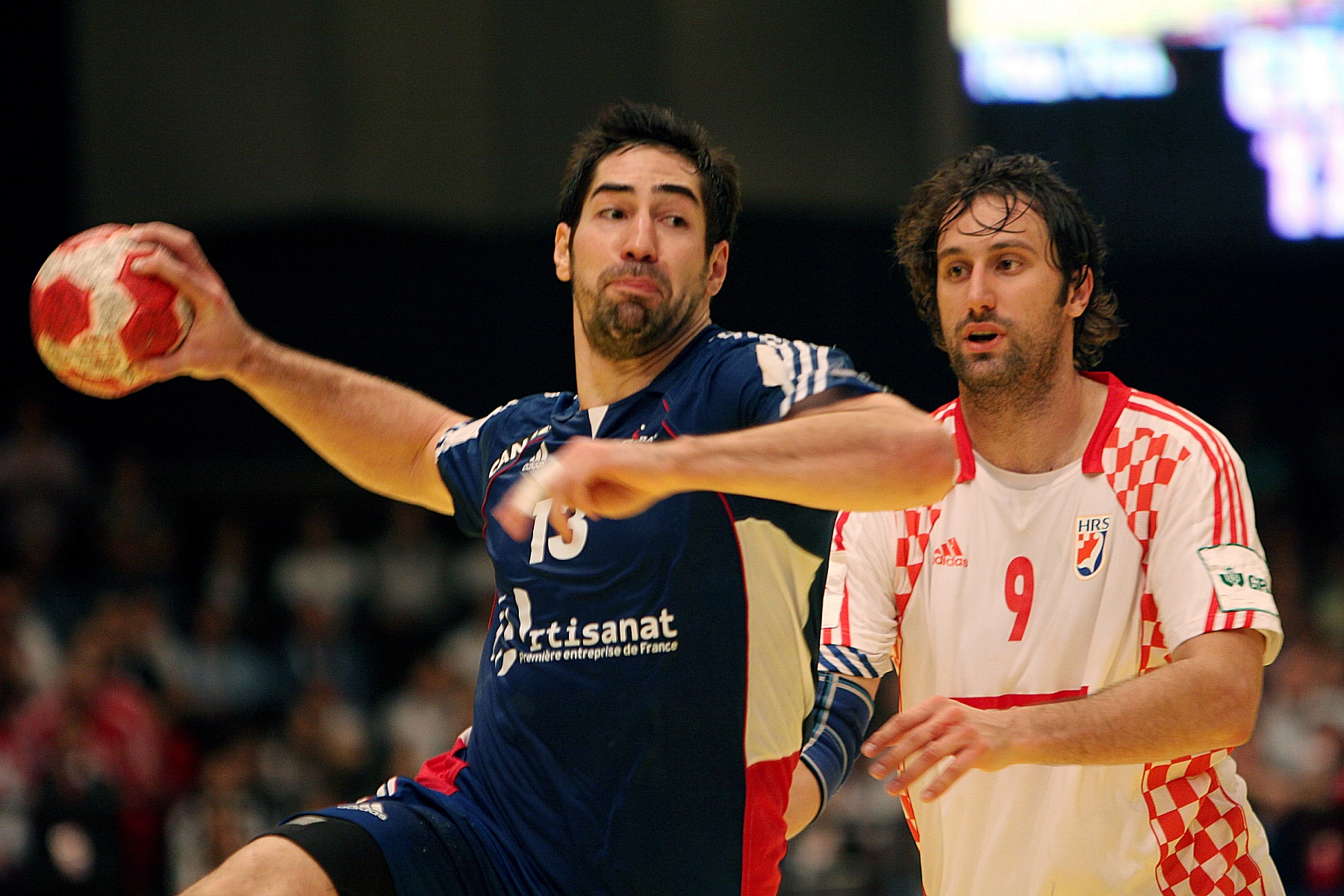
Nikola Karabatić beim erfolgreichen Torwurf im Finale der Handball-EM 2010 gegen Kroatien. Rechts im Bild Igor Vori.

Anfang 2010 wurde er in Österreich erneut Europameister und als Rückraummitte in das All-Star-Team gewählt. Die französische Auswahl war 2010 bis 2012 damit erstmals in der Geschichte gleichzeitig Europameister, Weltmeister und Olympiasieger. Bei der Weltmeisterschaft 2011 verteidigte er mit der französischen Mannschaft den Titel. Im Sommer 2012 gewann er bei den Olympischen Spielen in London erneut die Goldmedaille und wurde wieder ins All-Star-Team gewählt.

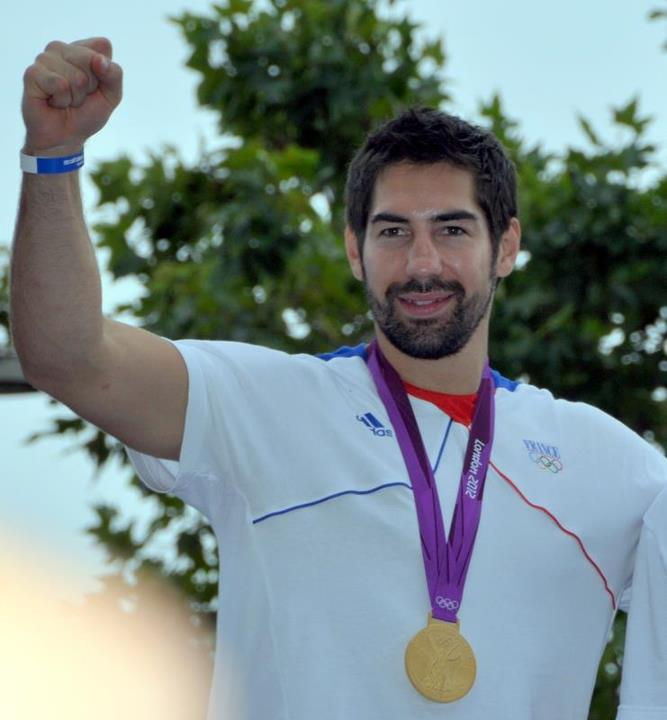
Karabatić mit der olympischen Goldmedaille (2012)

2014 wurde er Europameister und zum wertvollsten Spieler des Turniers gewählt. 2015 wurde er in Katar zum dritten Mal Weltmeister. Bei den Olympischen Spielen 2016 in Rio de Janeiro gewann er die Silbermedaille und wurde wieder in das All-Star-Team gewählt. 2017 wurde er im eigenen Land zum vierten Mal Weltmeister und dabei zum vierten Mal nach einem Handball-Großereignis zum wertvollsten Spieler des Turniers gekürt. Bei den darauffolgenden zwei Turnieren, der Europameisterschaft 2018 in Kroatien und der Weltmeisterschaft 2019 in Dänemark und Deutschland gewann er jeweils die Bronzemedaille mit der französischen Auswahl. Mit Frankreich gewann er bei den Olympischen Spielen in Tokio zum dritten Mal die Goldmedaille. Bei der Weltmeisterschaft 2023 gewann er mit Frankreich die Silbermedaille, ein Jahr später gewann er seinen vierten EM-Titel bei der Europameisterschaft 2024. Bei der Euro 2024 überholte er mit seinem 289. Treffer bei Europameisterschaften den bisherigen Rekordhalter Guðjón Valur Sigurðsson, dessen Rekord für die meisten Teilnahmen er zudem einstellte. Im Finale gegen Dänemark wurde seine neue Bestmarke von 295 Toren von Mikkel Hansen um ein Tor überboten.
Karabatić hat mit Frankreich bei Handballgroßereignissen elf Goldmedaillen, zwei Silbermedaillen sowie vier Bronzemedaillen gewonnen.

### Verdacht der Wettmanipulation 2012
Karabatić stand im Verdacht der Wettmanipulation, die sich bei einem Spiel seines Vereins Montpellier HB gegen Cesson-Rennes Métropole HB im Mai 2012 ereignet haben soll. Neben Karabatić, der bei diesem Spiel verletzungsbedingt pausierte, und seinem Bruder Luka sollen weitere Spieler absichtlich zur Niederlage beigetragen haben, um Verwandten hohe Wettgewinne von bis zu 250.000 Euro zu ermöglichen. Den betroffenen Spielern drohten wegen Sportkorruption und Betrugs drei bis fünf Jahre Haft sowie Geldstrafen von 75.000 Euro. Karabatić selbst räumte nach einem polizeilichen Verhör Anfang Oktober 2012 über seinen Anwalt ein, dass er an den Wetteinsätzen beteiligt war, nicht aber an der Spielmanipulation selbst. Am 2. Oktober wurde gegen ihn ein Strafverfahren eingeleitet. Karabatić kam anschließend gegen Kaution und unter Auflagen frei. Da Karabatić weder involvierte Personen noch Mitarbeiter seines Vereins treffen durfte, stand er ab dem 3. Oktober 2012 nicht mehr im Kader von Montpellier AHB. Am 31. Oktober kehrte Karabatić wieder in den Kader zurück, nachdem die Kontaktsperre wieder aufgehoben worden war. Am 31. Januar 2013 löste Karabatić seinen Vertrag mit Montpellier HB auf; er wechselte zu Aix-en-Provence. Die gegen Nikola Karabatić von der Liga LNH im Februar verhängte Sechs-Spiele-Sperre hob ein Berufungsgericht des FFHB am 29. März 2013 auf. Im Juli 2015 wurde er von einem Gericht in Montpellier zu einer Geldstrafe in Höhe von 10.000 Euro verurteilt. Bei der Berufungsverhandlung kamen am 1. Februar 2017 zwei Monate Haft auf Bewährung dazu.

## Erfolge

### Verein
- Champions-League-Sieger (3): 2003, 2007, 2015
- Super Globe (2): 2013, 2014
- EHF Champions Trophy (1): 2007
- Deutscher Meister (4): 2006, 2007, 2008, 2009
- DHB-Pokalsieger (3): 2007, 2008, 2009
- DHB-Supercup-Gewinner (3): 2005, 2007, 2008
- Französischer Meister (16): 2002 bis 2005, 2010 bis 2012, 2016 bis 2024
- Französischer Pokalsieger (9): 2001 bis 2003, 2005, 2010, 2012, 2018, 2021, 2022
- Französischer Ligapokalsieger (8): 2004, 2005, 2010, 2011, 2012, 2017, 2018, 2019
- Französischer Supercup-Sieger (5): 2010, 2011, 2015, 2016, 2019
- Spanischer Meister (2): 2014, 2015
- Spanischer Pokalsieger (2): 2014, 2015
- spanischer Supercup-Sieger (2): 2013, 2014
- spanischer Ligapokalsieger (2): 2013, 2014
- Katalanischer Supercup-Sieger: 2014, 2015
- Torschützenkönig der EHF Champions League 2006/07
- Rekordspieler der EHF Champions League (264 Spiele) seit dem 10. März 2022(Stand: Saisonende 2022/23)

### Nationalmannschaft
- Olympische Spiele:
  - Gold : 2008, 2012, 2020 (2021)
  - Silber : 2016
  - All-Star-Team: OS 2012, OS 2016
  - Rekordspieler der olympischen Handballwettbewerbe (44 Spiele)
  - Rekordteilnehmer der olympischen Handballwettbewerbe mit sechs Teilnahmen
- Weltmeisterschaften:
  - Gold : 2009, 2011, 2015, 2017
  - Silber : 2023
  - Bronze : 2005, 2019
  - Most Valuable Player (wertvollster Spieler): WM 2011, WM 2017
  - All-Star-Team: WM 2007, WM 2009, WM 2015
- Europameisterschaften:
  - Gold : 2006, 2010, 2014, 2024
  - Bronze : 2008, 2018
  - Most Valuable Player (wertvollster Spieler): 2008, 2014
  - All-Star-Team: EM 2004, EM 2010
  - Torschützenkönig der EM 2008 zusammen mit Lars Christiansen und Ivano Balić
  - Rekordspieler bei Europameisterschaften (79 Spiele)
  - zwischenzeitlicher Rekordtorschütze bei Europameisterschaften (295 Tore)
  - Meiste Teilnahmen bei Europameisterschaften gemeinsam mit Guðjón Valur Sigurðsson (11)
- Supercup:
  - Sieger 2005
- World Cup:
  - Sieger 2002
- Eurotournoi:
  - Sieger 2004[31], 2008[32], 2012[33], 2016[34]

### Auszeichnungen
- Welthandballer 2007, 2014 und 2016
  - Nominiert für die Wahl zum Welthandballer 2009 (2.), 2010 (2.), 2011 (3.), 2015 (2.), 2017 (Wahl annulliert)
- Handballer des Jahres in Deutschland 2007 und 2008
- Bester Spieler der Bundesliga der Saisons 2006/07, 2007/08
- Bester Spieler der Liga ASOBAL der Saisons 2013/14, 2014/15
- Bester Spieler der Ligue Nationale de Handball der Saisons 2009/10, 2012/13, 2016/17, 2017/18
- Bester linker Rückraumspieler der Ligue Nationale de Handball der Saisons 2003/04, 2004/05
- Bester mittlerer Rückraumspieler der Ligue Nationale de Handball der Saisons 2009/10, 2015/16, 2016/17
- Sportplakette des Landes Schleswig-Holstein 2008[35]
- Ritter der Ehrenlegion 2008 (Chevalier)
- Frankreichs Sportler des Jahres 2011 (Champion des champions)

## Saisonbilanzen
| Saison                  | Verein                  | Spielklasse                 | Spiele | Tore | 7-Meter | Feldtore |
| ----------------------- | ----------------------- | --------------------------- | ------ | ---- | ------- | -------- |
| 2001/02                 | Montpellier HB          | Ligue Nationale de Handball | 14     | 22   | -       | 22       |
| 2002/03                 | Montpellier HB          | Ligue Nationale de Handball | 22     | 57   | -       | 57       |
| 2003/04                 | Montpellier HB          | Ligue Nationale de Handball | 23     | 69   | -       | 69       |
| 2004/05                 | Montpellier HB          | Ligue Nationale de Handball | 24     | 88   | -       | 88       |
| 2005/06                 | THW Kiel                | Bundesliga                  | 34     | 226  | 70      | 156      |
| 2006/07                 | THW Kiel                | Bundesliga                  | 32     | 205  | 23      | 182      |
| 2007/08                 | THW Kiel                | Bundesliga                  | 30     | 216  | 29      | 187      |
| 2008/09                 | THW Kiel                | Bundesliga                  | 26     | 110  | 15      | 95       |
| 2009/10                 | Montpellier HB          | Ligue Nationale de Handball | 19     | 83   | -       | 83       |
| 2010/11                 | Montpellier HB          | Ligue Nationale de Handball | 22     | 112  | 6       | 106      |
| 2011/12                 | Montpellier HB          | Ligue Nationale de Handball | 26     | 76   | -       | 76       |
| 2012/13                 | Montpellier HB          | Ligue Nationale de Handball | 9      | 54   | -       | 54       |
| 2012/13                 | Pays d’Aix UC           | Ligue Nationale de Handball | 13     | 80   | -       | 80       |
| 2013/14                 | FC Barcelona            | Liga ASOBAL                 | 28     | 123  | 13      | 110      |
| 2014/15                 | FC Barcelona            | Liga ASOBAL                 | 24     | 99   | 3       | 96       |
| 2015/16                 | Paris Saint-Germain     | Ligue Nationale de Handball | 18     | 77   | -       | 77       |
| 2016/17                 | Paris Saint-Germain     | Ligue Nationale de Handball | 25     | 98   | -       | 98       |
| 2017/18                 | Paris Saint-Germain     | Ligue Nationale de Handball | 22     | 80   | -       | 80       |
| 2018/19                 | Paris Saint-Germain     | Ligue Nationale de Handball | 16     | 29   | -       | 29       |
| 2019/20                 | Paris Saint-Germain     | Ligue Nationale de Handball | 18     | 59   | -       | 59       |
| 2020/21                 | Paris Saint-Germain     | Ligue Nationale de Handball | 8      | 31   | -       | 31       |
| 2021/22                 | Paris Saint-Germain     | Ligue Nationale de Handball | 28     | 71   | -       | 71       |
| 2022/23                 | Paris Saint-Germain     | Ligue Nationale de Handball | 12     | 24   | -       | 24       |
| 2023/24                 | Paris Saint-Germain     | Ligue Nationale de Handball | 27     | 54   | -       | 54       |
| Gesamt                  | Gesamt                  | Gesamt                      | 520    | 2143 | 159     | 1984     |
| Durchschnitt pro Saison | Durchschnitt pro Saison | Durchschnitt pro Saison     | 22,6   | 93,2 | 6,9     | 86,3     |
| Durchschnitt pro Spiel  | Durchschnitt pro Spiel  | Durchschnitt pro Spiel      | –      | 4,1  | 0,3     | 3,8      |

Quellen: 

## Familie
Sein Vater Branko Karabatić war bis zu seinem Tod 2011 Handballspieler und -trainer und trainierte zuletzt die tunesische Nationalmannschaft. Sein Bruder Luka Karabatić spielt ebenfalls beim französischen Verein Paris Saint-Germain. Er hat mit seiner Frau einen Sohn sowie eine Tochter.